# Palacio de los Condes de Gómara de Soria
El Palacio de los Condes de Gómara es el edificio más representativo de la arquitectura civil renacentista de la ciudad de Soria (España).

## Historia
El palacio fue levantado por Francisco López de Río y Salcedo en el siglo XVI. Alférez mayor de Soria y su provincia, lo mandó construir a finales del siglo XVI, finalizándose la obra principal en 1592 según la inscripción de su fachada. Eran ya por entonces señores de las tierras de Almenar y los miembros de esta familia noble llegarían a obtener el Condado de Gómara en 1692 por el rey Carlos II, el último de los Austrias.
Algunos autores como Nicolás Rabal sostienen que la fachada no forma un conjunto regular, porque no es más que la mitad u octava parte de lo que se pensaba construir, y sin embargo su base y frente miden 109 metros de longitud. Según el mismo historiador en el proyecto entraba el derribo del palacio viejo. Sin embargo, dadas las amplias proporciones de la majestuosa fachada y las etapas constructivas del edificio, parece claro que si se construyó lo que se tenía ideado e incluso se amplió posteriormente para unirlo con el palacio viejo a principios del siglo XVII.

## Palacio viejo o de los Torres

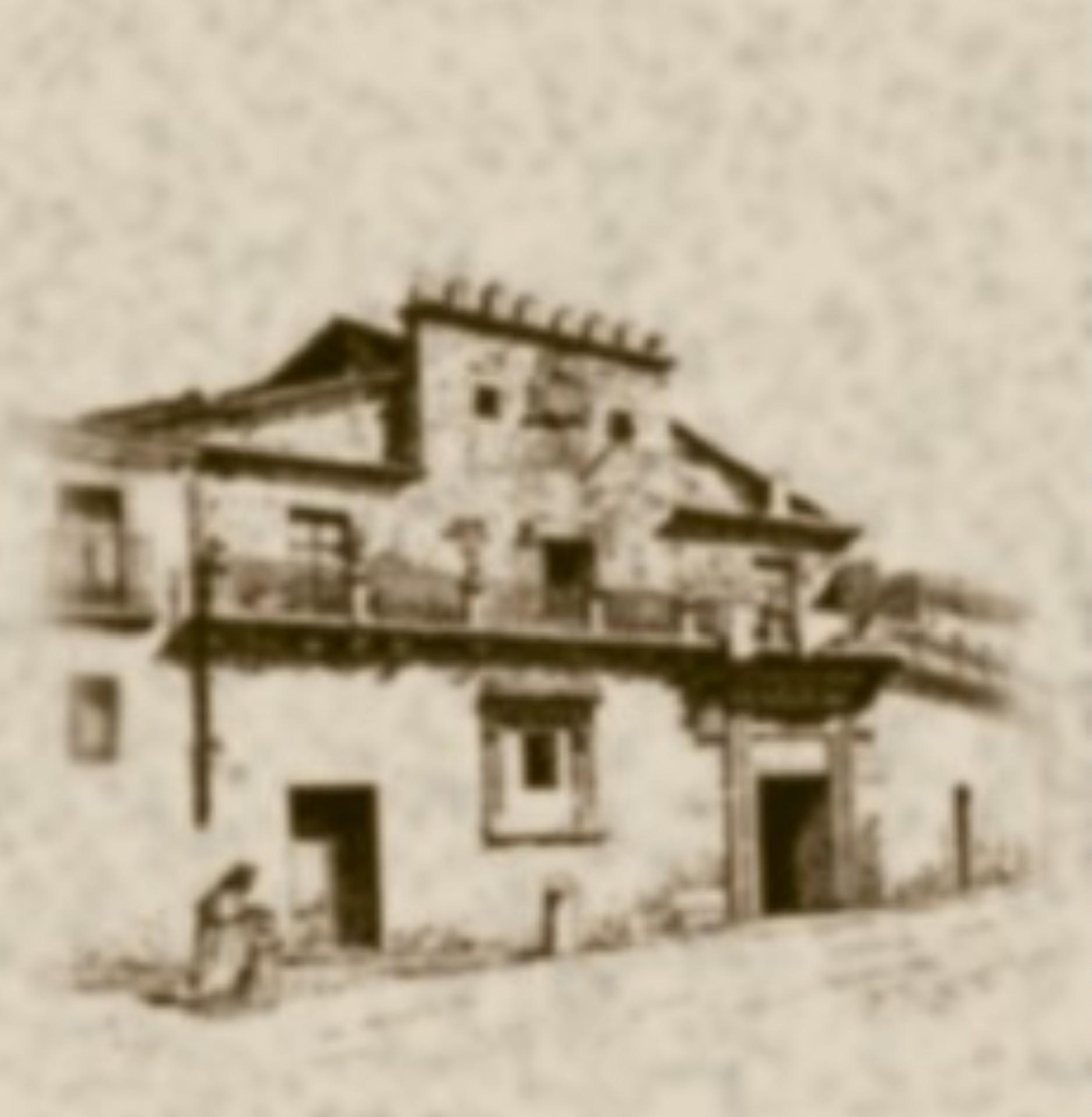
Palacio viejo de los Condes de Gómara

El palacio viejo de los condes de Gómara era conocido con el nombre del "balcón redondo", por uno que daba la vuelta a la esquina del palacio, coronado de almenas simuladas en toda la extensión; a su izquierda había un espacioso terrado, con una balaustrada de piedra sostenida sobre una cornisa saliente apoyada en grandes canes de piedra, y en el piso bajo una puerta y una ventana que hacían dudar acerca de la época de su construcción. 
La fachada contigua, de unos quince metros de anchura perteneciente al mismo dueño, era de piedra sillar, sin más adornos que el escudo de los Torres, antiguos nobles de la población, para construir unas habitaciones, lo cual le hacía perder parte de su belleza.
Este edificio existía hacía ya muchos años cuando se construyó el palacio nuevo inmediato que los condes levantaron a mediados del siglo XVI, y en este caso, se da un modelo diferente de los edificios particulares de la Edad Media.

## Palacio nuevo

### Exterior

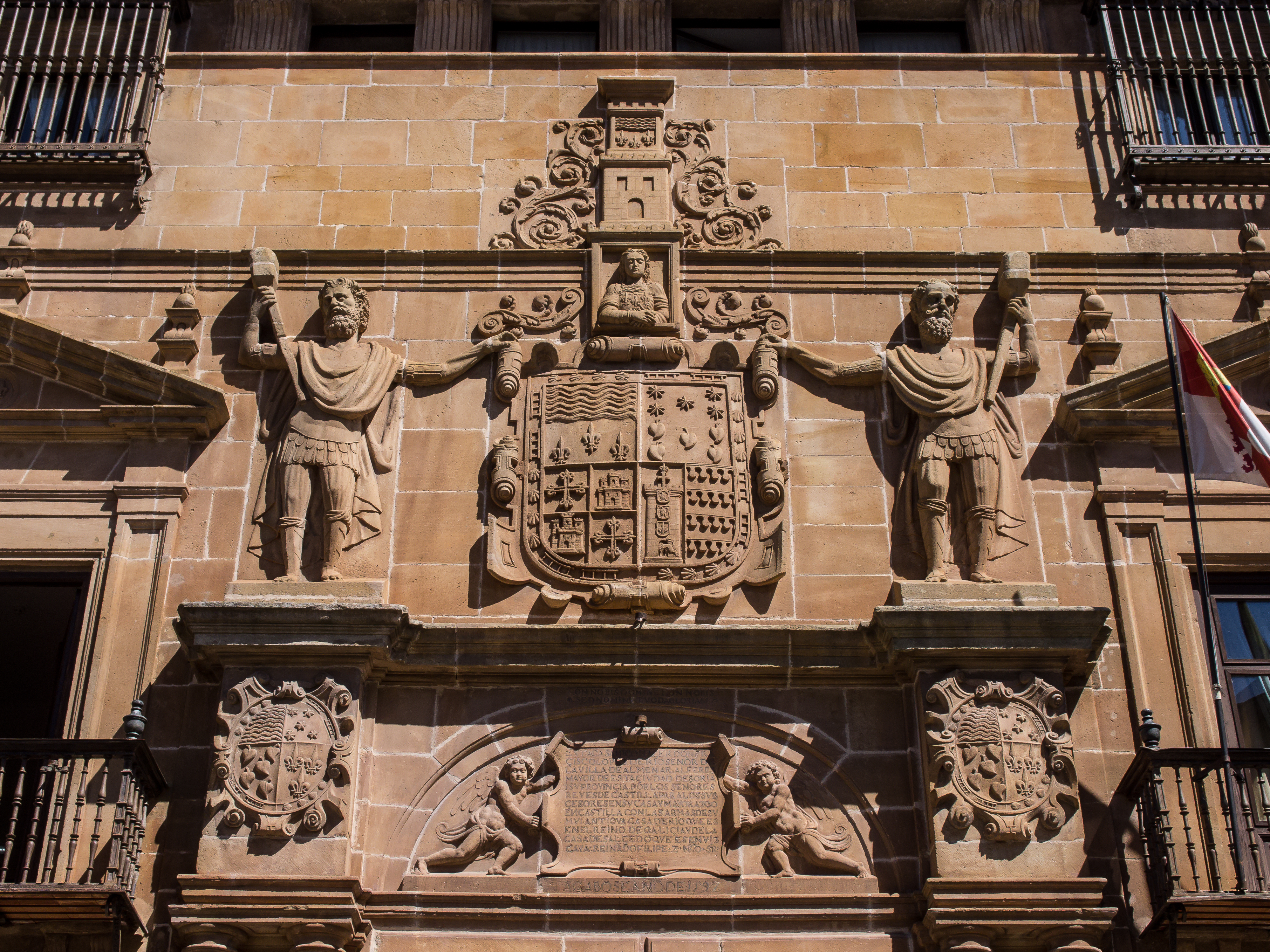
Escudo heráldico

Está formado por dos cuerpos claramente diferenciados. El cuerpo de la izquierda es macizo con grandes balcones y en él se encuentra la puerta de entrada principal; hay dos grandes pilastras bajas, de forma rectangular, que sirven de pedestales, en cada uno de los cuales se levantan dos columnas toscanas que, llegando hasta el piso principal, sostienen una cornisa saliente sobre la cual está el escudo de los condes. En una cartela sostenida por figuras de ángeles hay una inscripción en la que se lee que el edificio fue construido por el arquitecto Francisco López del Río y que fue terminado en el año 1592. Sobre este motivo se encuentra, entre dos maceros, el escudo del propietario del palacio. Sobre este hay un curioso escudo, de más torpe labra que el resto, donde se aprecia una mujer asomada a una ventana, que hay quien ha querido asociar con el escarmiento que se quiso dar a la infiel mujer del conde representándola encerrada, y la inscripción: Non Nobis, Domine, Non Nobis, Sed Nomini Tuo Da Gloriam. 
El cuerpo de la derecha es el más elaborado con su doble arquería de 12 y 24 arcos sobre una planta destinada a caballerizas poco llamativa con dos puertas de acceso y un ojo de buey. En el primer piso se abre una galería con doce amplios arcos de medio punto que descansan sobre columnas toscanas de capitel jónico. En el segundo piso la arquería consta de 24 ventanas de menor tamaño. Tiene una torre en el extremo derecho formada por tres cuerpos y decorada con bolas en su parte superior, siguiendo el estilo herreriano. Molduras y frontones adornan los dinteles de rasgados balcones,y una cornisa interrumpida por cabezas salientes de leones que vierten por la boca el agua de las lluvias, corona el edificio sustituyendo al canalón.
El equilibrio entre la alargada fachada y la esbelta torre, fácilmente visible desde un par de kilómetros antes de llegar a la ciudad por la carretera de Calatayud, le proporciona este recio aspecto. Actualmente funciona como Audiencia Provincial.

### Interior

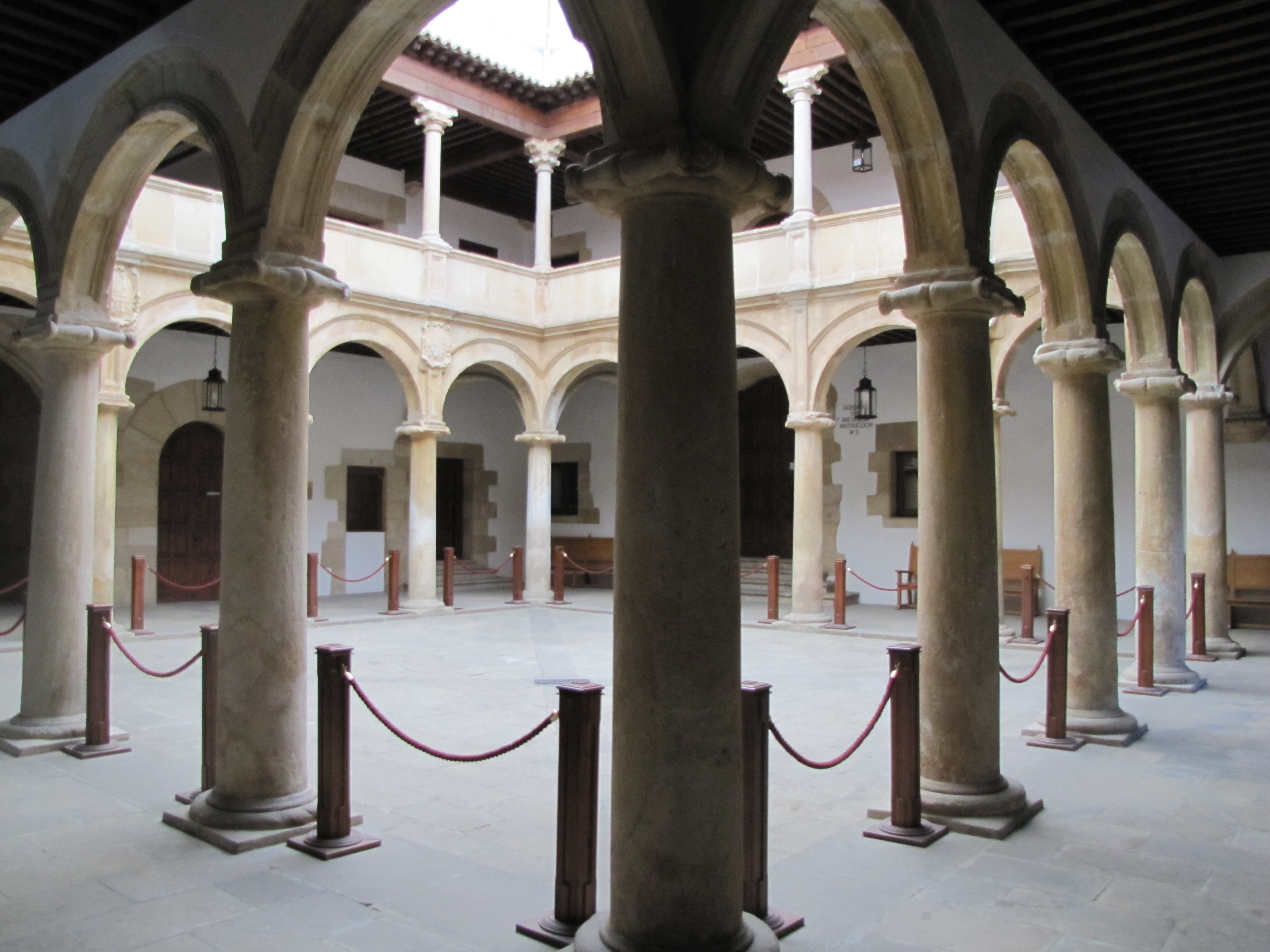
Patio interior

En su interior, como es habitual, destaca el patio con galerías de arcos de medio punto de columnata jónica y escudos en sus enjutas articula el espacio y accesos a las dependencias del palacio. Es porticado de dos pisos y planta cuadrada. Las galerías inferiores se abren en arcos de medio punto con el escudo de los Río, en las enjutas, mientras que el piso superior, es adintelado con columnillas sobre las que se colocan zapatas.